# حزب عوامی ملی
حزب عوامی (مردمی) ملی (نَشنَل عوامی پارتی) یک حزب سیاسی چپگرای قوم‌گرا در پاکستان است. این حزب بیشتر در بین پشتون‌های استان شمال‌غربی مرزی، بلوچستان، و مناطق عشایری، پنجاب غربی و نواحی شمال از شهرت برخوردار است. اسفندیار ولی خان رئیس کنونی حزب است. در انتخابات پارلمانی ۲۰ اکتبر سال ۲۰۰۲ یک‌درصد آراء را بدست آورد اما هیچ کرسی‌ای را اشغال نکرد.

## تاریخ حزب
حزب عوامی ملی در ژوئن سال ۱۹۵۷ در شهر داکا (بنگلادش) تأسیس گردید. رئیس حزب مولانا بهاشانی و دبیرکل آن محمودالحق عثمانی بود. در سال ۱۹۵۷ حزب عوامی ملی به دو جناح حزب عوامی ملی (بهاشانی) و حزب عوامی ملی (ولی) و بعضی فراکسیون‌های کوچک مانند حزب مَزدور کِسّان انشعاب کرد. در سال ۱۹۷۷ حکومت ذوالفقار علی بوتو برای تحت فشار قرار دادن خان عبدالولی خان رهبر اپوزیسیون ملی وقت، حزب عوامی ملی را ممنوع اعلام کرد؛ بنابراین رهبری حزب ممنوعهٔ نشنل عوامی پارتی، عوامی نشنل پارتی را تأسیس کرد. عوامی نشنل پارتی از جملهٔ احزاب چپ است. مرکز اساسی فعالیت حزب، مناطق پشتونشین در پاکستان است.